# Kim Peek
Kim Peek (11 de novembre de 1951 a Salt Lake City, Utah - 19 de desembre del 2009) és el més famós dels savant amb qui es van inspirar per a crear el personatge de Dustin Hoffman a la pel·lícula "Rain Man". Hom denomina savant, terme francès per a virtuosos de les arts, aquelles persones que presenten discapacitats físiques, mentals o motrius; però que també presenten unes increïbles capacitats per retenir informació o fer càlculs complexos.
Kim Peek va néixer amb macrocefàlia, un dany permanent del cerebel i amb agenèsia de cos callós, el grapat de nervis que connecta ambdós hemisferis del cervell, igual com els connectors secundaris. S'especula que aquesta circumstància pogués ser la causa de la seva increïble memòria que li va valer el sobrenom de "Kimputer" (joc de paraules amb el seu nom i Computer, ordinador en anglès).
Kim recorda el 98% dels 12.000 llibres que ha llegit, llegeix dues pàgines en 8 segons (usa cada ull per llegir una pàgina diferent) i amb prou feines tarda 1 hora a memoritzar un llibre, retenint d'una manera precisa i instantània informació sobre dades històriques, geografia, literatura o qualsevol altre tema.
A diferència d'altres savants, Kim ha mostrat una gran progressió sociològica, relacionant-se amb gent desconeguda realitzant demostracions. Té un calendari exacte de 10.000 anys al cap amb el qual li és fàcil dir-li a qualsevol persona després de sentir la seva data de naixement quin dia de la setmana va néixer i quan es jubilarà. Igualment respon a qualsevol càlcul matemàtic i desperta l'admiració de tothom qui l'escolta ajudant en la seva integració social; fins i tot ha estat entrevistat a televisió, tot arran de la pel·lícula Rain Man i la popularitat que li va atorgar el guió de Barry Morrow, que després de conèixer-lo personalment va escriure el guió dirigit per Barry Levinson.
Kim ha estat objecte de diversos estudis en la Societat Mèdica de Wisconsin. La seva psicomotricitat està tan afectada que amb prou feines pot cordar-se la camisa i és una persona dependent; no té noció de les dades que emmagatzema, no pot realitzar una interpretació d'un poema o una conclusió d'un llibre, malgrat memoritzar-lo per complet; no té cap tipus d'aptitud musical (a causa de les seves limitades capacitats motrius) però és capaç d'escoltar qualsevol cançó i tocar-la en un piano i és capaç de reconèixer l'autor de milers de peces musicals escoltant-ne pocs segons.
En un test de quocient intel·lectual ordinari està per sota de la normalitat, no obstant això el seu cervell es troba entre els més privilegiats del planeta i la seva capacitat d'emmagatzemar informació és virtualment il·limitada. Kim no entén el que reté perquè no necessita recordar-ho ni pensar-ho, simplement és allà.
El 2004 la NASA va examinar a Peek amb una sèrie de test mentre se'l gravava mitjançant tomografia i ressonància magnètica per intentar recrear una visió tridimensional de l'estructura del seu cervell. És la primera temptativa no-invasiva mitjançant l'ús de tecnologia moderna per intentar descobrir per què una persona amb un cervell discapacitat és capaç de fer aquesta mena de coses, ja que se suposa que hi ha aquesta capacitat latent a qualsevol cervell.
Va morir el 19 de desembre del 2009 d'un atac de cor.